# Avtomontaža
Avtomontaža je bivša slovenska tvrtka za proizvodnju automobila sa sjedištem u Ljubljani, koja se bavila uglavnom opremanjem i nadgradnjom karoserije autobusa, kamiona i drugih vozila.

## Povijest
Tvrtka je osnovana kao Automontaža, ali 1936. mijenja ime u Avtomontaža. U međuvremenu, tvrtka je često mijenjala vlasnike. Od 1933. do početka Drugog svjetskog rata suvlasnik i glavni dizajner inženjer je bio Stanko Bloudek. Bloudek je počeo razvijati prvi slovenski putnički automobil, nazvan po planini Triglav. Automobil je izrađen na osnovi njemačke tvrtke DKW. U Automontaži postojala su nastojanja da proizvod dobije masovnu proizvodnju te su čak počeli razvijati svoj motor, koji bi bio sličan DKW, samo s bržim hlađenjem. Zašto i kako su planovi nestali, nije poznato, iako su proizveli više Triglava. Prvi prototip predstavljen je u travnju 1934., između ostalog, bilo je i isporuka modela za poduzetnike.
Nakon Drugog svjetskog rata bavili su se uglavnom opremanjem i nadgradnjom karoserije za trolejbusa i autobuse, često u suradnji s Ljubljanskim javnim prijevoznikom.

## Propast i stečaj tvrtke
Avtomontaža je proizvodila do 1999. (pod imenom Avtomontaža-Bus), nakon stečaja zatvorila se najstarija tvrtka za proizvodnju automobila u Sloveniji.